# (5581) Mitsuko
Pour les articles homonymes, voir Mitsouko (homonymie).
(5581) Mitsuko est un astéroïde de la ceinture principale.

## Description
(5581) Mitsuko est un astéroïde de la ceinture principale. Il fut découvert le 10 février 1989 à Tokushima par Masayuki Iwamoto et Toshimasa Furuta. Il présente une orbite caractérisée par un demi-grand axe de 2,38 UA, une excentricité de 0,16 et une inclinaison de 2,5° par rapport à l'écliptique.

## Compléments